# Pallanuoto ai campionati mondiali di nuoto 2011 - Torneo femminile
La 9ª edizione del campionato mondiale di pallanuoto femminile si è svolta nell'ambito dei campionati mondiali di nuoto 2011 di Shanghai, in Cina, dal 17 al 29 luglio.
Le sedici formazioni nazionali qualificate si sono affrontate secondo la stessa formula delle ultime edizioni e del torneo maschile.
La Grecia ha conquistato per la prima volta il titolo mondiale battendo in finale le padrone di casa della Cina.

## Fase preliminare

### Gironi
Il sorteggio dei gruppi preliminari è stato effettuato a Shanghai il 15 aprile 2010.
| Gruppo A    | Gruppo B      | Gruppo C | Gruppo D  |
| ----------- | ------------- | -------- | --------- |
| Kazakistan  | Australia     | Brasile  | Cina      |
| Paesi Bassi | Canada        | Grecia   | Cuba      |
| Stati Uniti | Nuova Zelanda | Russia   | Italia    |
| Ungheria    | Uzbekistan    | Spagna   | Sudafrica |

### Gruppo A
| Pos. | Squadra     | Pt | G | V | N | P | GF | GS | DR  |
| ---- | ----------- | -- | - | - | - | - | -- | -- | --- |
| 1    | Stati Uniti | 5  | 3 | 2 | 1 | 0 | 37 | 18 | +19 |
| 2    | Paesi Bassi | 4  | 3 | 1 | 2 | 0 | 29 | 19 | +10 |
| 3    | Ungheria    | 3  | 3 | 1 | 1 | 1 | 37 | 31 | +6  |
| 4    | Kazakistan  | 0  | 3 | 0 | 0 | 3 | 13 | 48 | -35 |

| # gara | Data      | Ora   | Gara        | Gara | Gara        |
| ------ | --------- | ----- | ----------- | ---- | ----------- |
| 1      | 17 luglio | 09:30 | Paesi Bassi | 7-7  | Stati Uniti |
| 2      | 17 luglio | 10:50 | Kazakistan  | 6-21 | Ungheria    |
| 15     | 19 luglio | 18:20 | Ungheria    | 7-16 | Stati Uniti |
| 16     | 19 luglio | 19:40 | Paesi Bassi | 13-3 | Kazakistan  |
| 21     | 21 luglio | 13:30 | Paesi Bassi | 9-9  | Ungheria    |
| 22     | 21 luglio | 17:00 | Kazakistan  | 4-14 | Stati Uniti |

### Gruppo B
| Pos. | Squadra       | Pt | G | V | N | P | GF | GS | DR  |
| ---- | ------------- | -- | - | - | - | - | -- | -- | --- |
| 1    | Canada        | 6  | 3 | 3 | 0 | 0 | 43 | 17 | +26 |
| 2    | Australia     | 4  | 3 | 2 | 0 | 1 | 46 | 16 | +30 |
| 3    | Nuova Zelanda | 2  | 3 | 1 | 0 | 2 | 27 | 29 | -2  |
| 4    | Uzbekistan    | 0  | 3 | 0 | 0 | 3 | 14 | 68 | -54 |

| # gara | Data      | Ora   | Gara          | Gara | Gara          |
| ------ | --------- | ----- | ------------- | ---- | ------------- |
| 3      | 17 luglio | 12:10 | Australia     | 7-10 | Canada        |
| 4      | 17 luglio | 13:30 | Nuova Zelanda | 19-6 | Uzbekistan    |
| 9      | 19 luglio | 09:30 | Uzbekistan    | 6-22 | Canada        |
| 10     | 19 luglio | 10:50 | Australia     | 12-4 | Nuova Zelanda |
| 23     | 21 luglio | 18:20 | Australia     | 27-2 | Uzbekistan    |
| 24     | 21 luglio | 19:40 | Nuova Zelanda | 4-11 | Canada        |

### Gruppo C
| Pos. | Squadra | Pt | G | V | N | P | GF | GS | DR  |
| ---- | ------- | -- | - | - | - | - | -- | -- | --- |
| 1.   | Grecia  | 6  | 3 | 3 | 0 | 0 | 27 | 22 | +5  |
| 2.   | Russia  | 4  | 3 | 2 | 0 | 1 | 38 | 18 | +20 |
| 3.   | Spagna  | 2  | 3 | 1 | 0 | 2 | 29 | 32 | -3  |
| 4.   | Brasile | 0  | 3 | 0 | 0 | 3 | 16 | 38 | -22 |

| # gara | Data      | Ora   | Gara    | Gara | Gara   |
| ------ | --------- | ----- | ------- | ---- | ------ |
| 5      | 17 luglio | 15:00 | Brasile | 4-15 | Russia |
| 6      | 17 luglio | 16:20 | Grecia  | 10-9 | Spagna |
| 11     | 19 luglio | 12:10 | Spagna  | 8-18 | Russia |
| 12     | 19 luglio | 13:30 | Brasile | 8-11 | Grecia |
| 17     | 21 luglio | 09:30 | Brasile | 4-12 | Spagna |
| 18     | 21 luglio | 10:50 | Grecia  | 6-5  | Russia |

### Gruppo D
| Pos. | Squadra   | Pt | G | V | N | P | GF | GS | DR  |
| ---- | --------- | -- | - | - | - | - | -- | -- | --- |
| 1.   | Italia    | 6  | 3 | 3 | 0 | 0 | 40 | 15 | +25 |
| 2.   | Cina      | 4  | 3 | 2 | 0 | 1 | 50 | 21 | +29 |
| 3.   | Cuba      | 1  | 3 | 0 | 1 | 2 | 19 | 40 | -21 |
| 4.   | Sudafrica | 1  | 3 | 0 | 1 | 2 | 16 | 49 | -33 |

| # gara | Data      | Ora   | Gara      | Gara | Gara      |
| ------ | --------- | ----- | --------- | ---- | --------- |
| 7      | 17 luglio | 17:40 | Italia    | 12-4 | Cuba      |
| 8      | 17 luglio | 19:00 | Sudafrica | 5-22 | Cina      |
| 14     | 19 luglio | 17:00 | Italia    | 18-2 | Sudafrica |
| 13     | 19 luglio | 21:00 | Cina      | 19-6 | Cuba      |
| 20     | 21 luglio | 12:10 | Sudafrica | 9-9  | Cuba      |
| 19     | 21 luglio | 21:00 | Italia    | 10-9 | Cina      |

## Fase finale

### Tabellone
|  | Playoff                | Playoff                |                        |                        | Quarti di finale       | Quarti di finale       |                        |                        | Semifinali      | Semifinali |  |  | Finale | Finale |
|  |                        |                        |                        |                        |                        |                        |                        |                        |                 |            |  |  |        |        |
|  |                        |                        |                        |                        | 25 luglio 2011 - 14:00 |                        |                        |                        |                 |            |  |  |        |        |
|  | 23 luglio 2011 - 16:50 |                        |                        |                        |                        |                        |                        |                        |                 |            |  |  |        |        |
|  | Stati Uniti            | 5                      |                        |                        |                        |                        |                        |                        |                 |            |  |  |        |        |
|  | Stati Uniti            | 5                      | Russia                 | 26                     | 27 luglio 2011 - 21:00 | 27 luglio 2011 - 21:00 |                        |                        |                 |            |  |  |        |        |
|  |                        | Russia                 | Russia                 | 26                     | 27 luglio 2011 - 21:00 | 27 luglio 2011 - 21:00 | 9                      |                        |                 |            |  |  |        |        |
|  | Cuba                   | Russia                 | 4                      |                        | Russia                 | 12                     | 9                      |                        |                 |            |  |  |        |        |
|  | Cuba                   | 25 luglio 2011 - 21:00 | 4                      |                        | Russia                 | 12                     |                        |                        |                 |            |  |  |        |        |
|  | 23 luglio 2011 - 21:00 | 23 luglio 2011 - 21:00 |                        | Cina                   | 13                     |                        |                        |                        |                 |            |  |  |        |        |
|  | 23 luglio 2011 - 21:00 | 23 luglio 2011 - 21:00 | Canada                 | Cina                   | 13                     | 7                      |                        |                        |                 |            |  |  |        |        |
|  | Cina                   | 15                     | Canada                 |                        |                        | 7                      | 29 luglio 2011 - 21:00 | 29 luglio 2011 - 21:00 |                 |            |  |  |        |        |
|  | Cina                   | 15                     |                        | Cina                   | 9                      |                        | 29 luglio 2011 - 21:00 | 29 luglio 2011 - 21:00 |                 |            |  |  |        |        |
|  | Spagna                 | 6                      |                        | Cina                   | 9                      | Cina                   | 8                      |                        |                 |            |  |  |        |        |
|  | Spagna                 | 6                      | 25 luglio 2011 - 15:20 |                        |                        | Cina                   | 8                      |                        |                 |            |  |  |        |        |
|  | 23 luglio 2011 - 12:10 | 23 luglio 2011 - 12:10 |                        | Grecia                 | 9                      |                        |                        |                        |                 |            |  |  |        |        |
|  | 23 luglio 2011 - 12:10 | 23 luglio 2011 - 12:10 | Grecia                 | Grecia                 | 9                      | 12                     |                        |                        |                 |            |  |  |        |        |
|  | Paesi Bassi            | 14                     | Grecia                 | 27 luglio 2011 - 16:50 | 27 luglio 2011 - 16:50 | 12                     |                        |                        |                 |            |  |  |        |        |
|  | Paesi Bassi            | 14                     |                        | 27 luglio 2011 - 16:50 | 27 luglio 2011 - 16:50 | Paesi Bassi            | 10                     |                        |                 |            |  |  |        |        |
|  | Nuova Zelanda          | 6                      |                        | Grecia                 | 14                     | Paesi Bassi            | 10                     | Finale 3º posto        | Finale 3º posto |            |  |  |        |        |
|  | Nuova Zelanda          | 6                      | 25 luglio 2011 - 16:40 | Grecia                 | 14                     |                        |                        | Finale 3º posto        | Finale 3º posto |            |  |  |        |        |
|  | 23 luglio 2011 - 15:30 | 23 luglio 2011 - 15:30 |                        | Italia                 | 11                     |                        | 29 luglio 2011 - 16:00 | 29 luglio 2011 - 16:00 |                 |            |  |  |        |        |
|  | 23 luglio 2011 - 15:30 | 23 luglio 2011 - 15:30 | Italia                 | Italia                 | 11                     | 14dtr                  | 29 luglio 2011 - 16:00 | 29 luglio 2011 - 16:00 |                 |            |  |  |        |        |
|  | Australia              | 10                     | Italia                 |                        |                        | 14dtr                  | Russia                 | 8                      |                 |            |  |  |        |        |
|  | Australia              | 10                     |                        | Australia              | 12dtr                  |                        | Russia                 | 8                      |                 |            |  |  |        |        |
|  | Ungheria               | 9                      |                        | Australia              | 12dtr                  | Italia                 | 7                      |                        |                 |            |  |  |        |        |
|  | Ungheria               | 9                      |                        |                        |                        | Italia                 | 7                      |                        |                 |            |  |  |        |        |

#### Play off
| Arbitri: | Balfanbayev (KAZ) Cabral (BRA) |

|                       |           |                     |
| 3: Cabout, van Belkum | Marcatori | 2: Mason, Shieprath |

| Arbitri: | Margeta (SLO) Borrell (ESP) |

|                 |           |            |
| 2: 4 giocatrici | Marcatori | 4: Webster |

| Arbitri: | Pinker (RSA) Makita (JPN) |

|             |           |                        |
| 5: Lisunova | Marcatori | 2: Hernendez Consuegra |

| Arbitri: | Stavridis (GRE) Naumov (RUS) |

|              |           |                |
| 3: Gil Sorli | Marcatori | 5: Ma Huanhaun |

#### Quarti di finale
| Arbitri: | Tulga (TUR) Bock (DEU) |

|                      |           |               |
| 2: Seidemann, Wenger | Marcatori | 5: Prokofyeva |

| Arbitri: | Brgulian (MNE) Balfanbayev (KAZ) |

|             |           |               |
| 3: Roumpesi | Marcatori | 3: van Belkum |

| Arbitri: | Juhaz (HUN) Borrell (ESP) |

|             |           |                 |
| 4: Bianconi | Marcatori | 2: 4 giocatrici |

| Arbitri: | Stavridis (GRE) Caputi (ITA) |

|           |           |               |
| 3: Csikos | Marcatori | 3: Sun Yating |

#### Semifinali
| Arbitri: | Tulga (TUR) Borrell (ESP) |

|                 |           |                                 |
| 3: 3 giocatrici | Marcatori | 3: Bianconi, Rambaldi Guidaschi |

| Arbitri: | Margeta (SLO) Flahive (AUS) |

|                       |           |                        |
| 3: Fedotova, Tankeeva | Marcatori | 4: Sun Yating, Wang Yi |

#### Finale 3º posto e 4º posto
| Arbitri: | Juhaz (HUN) Rotsart (USA) |

|             |           |                       |
| 3: Belyaeva | Marcatori | 2: Bianconi, Casanova |

### Finale
| Arbitri: | Caputi (ITA) Brgulian (MNE) |

|              |           |                      |
| 2: Liu, Wang | Marcatori | 3: Asimaki, Roumpesi |

### Tabellone 5º-8º posto
|  | 5º-8º posto | 5º-8º posto | 5º-8º posto |           |             | 5º posto    | 5º posto    | 5º posto |  |
|  |             |             |             |           |             |             |             |          |  |
|  | Stati Uniti | Stati Uniti | 8           |           |             |             |             |          |  |
|  | Stati Uniti | Stati Uniti | 8           |           |             |             |             |          |  |
|  | Canada      | Canada      | 4           |           |             |             |             |          |  |
|  | Canada      | Canada      | 4           |           | Stati Uniti | Stati Uniti | 5           |          |  |
|  |             |             |             |           | Stati Uniti | Stati Uniti | 5           |          |  |
|  |             |             | Australia   | Australia | 10          |             |             |          |  |
|  | Paesi Bassi | Paesi Bassi | Australia   | Australia | 10          | 7           |             |          |  |
|  | Paesi Bassi | Paesi Bassi |             |           |             | 7           |             |          |  |
|  | Australia   | Australia   | 12          |           |             | 7º posto    | 7º posto    | 7º posto |  |
|  | Australia   | Australia   | 12          |           |             |             |             |          |  |
|  |             |             |             |           |             |             |             |          |  |
|  |             |             |             |           |             | Canada      | Canada      | 7        |  |
|  |             |             |             |           |             | Canada      | Canada      | 7        |  |
|  |             |             |             |           |             | Paesi Bassi | Paesi Bassi | 8        |  |

#### Semifinali
| Arbitri: | Naumov (RUS) Menendez (CUB) |

|          |           |           |
| 2: Petri | Marcatori | 2: Csikos |

| Arbitri: | Juhaz (HUN) Balfanbayev (KAZ) |

|           |           |         |
| 3: Belkum | Marcatori | 4: Knox |

#### Finale 7º e 8º posto
| Arbitri: | Koryzna (POL) Pinker (RSA) |

|           |           |                 |
| 3: Csikos | Marcatori | 2: 3 giocatrici |

#### Finale 5º e 6º posto
| Arbitri: | Deslieres (CAN) Peris (CRO) |

|                 |           |         |
| 2: Villa, Dries | Marcatori | 4: Knox |

### Tabellone 9º-12º posto
|  | 9º-12º posto  | 9º-12º posto  | 9º-12º posto |          |      | 9º posto      | 9º posto      | 9º posto  |  |
|  |               |               |              |          |      |               |               |           |  |
|  | Nuova Zelanda | Nuova Zelanda | 10           |          |      |               |               |           |  |
|  | Nuova Zelanda | Nuova Zelanda | 10           |          |      |               |               |           |  |
|  | Cuba          | Cuba          | 11           |          |      |               |               |           |  |
|  | Cuba          | Cuba          | 11           |          | Cuba | Cuba          | 7             |           |  |
|  |               |               |              |          | Cuba | Cuba          | 7             |           |  |
|  |               |               | Ungheria     | Ungheria | 12   |               |               |           |  |
|  | Ungheria      | Ungheria      | Ungheria     | Ungheria | 12   | 17            |               |           |  |
|  | Ungheria      | Ungheria      |              |          |      | 17            |               |           |  |
|  | Spagna        | Spagna        | 13           |          |      | 11º posto     | 11º posto     | 11º posto |  |
|  | Spagna        | Spagna        | 13           |          |      |               |               |           |  |
|  |               |               |              |          |      |               |               |           |  |
|  |               |               |              |          |      | Nuova Zelanda | Nuova Zelanda | 7         |  |
|  |               |               |              |          |      | Nuova Zelanda | Nuova Zelanda | 7         |  |
|  |               |               |              |          |      | Spagna        | Spagna        | 15        |  |

#### Semifinali
| Arbitri: | Ni (CHI) Pinker (RSA) |

|          |           |                   |
| 3: Bowry | Marcatori | 5: Gutierrez More |

| Arbitri: | Deslieres (CAN) Wengenroth (SUI) |

|           |           |              |
| 5: Bujika | Marcatori | 5: Gil Sorli |

#### Finale 11º e 12º posto
| Arbitri: | Deslieres (CAN) Cabral (BRA) |

|                    |           |              |
| 2: Mason, Sieprath | Marcatori | 7: Gil Sorli |

#### Finale 9º e 10º posto
| Arbitri: | Wengenroth (SUI) Rotsart (USA) |

|                         |           |            |
| 3: Hernandez, Gutierrez | Marcatori | 3: Czigany |

### Tabellone 13º-16º posto
|  | 13º-16º posto | 13º-16º posto | 13º-16º posto |         |            | 13º posto  | 13º posto  | 13º posto |  |
|  |               |               |               |         |            |            |            |           |  |
|  | Kazakistan    | Kazakistan    | 14            |         |            |            |            |           |  |
|  | Kazakistan    | Kazakistan    | 14            |         |            |            |            |           |  |
|  | Uzbekistan    | Uzbekistan    | 13            |         |            |            |            |           |  |
|  | Uzbekistan    | Uzbekistan    | 13            |         | Kazakistan | Kazakistan | 9          |           |  |
|  |               |               |               |         | Kazakistan | Kazakistan | 9          |           |  |
|  |               |               | Brasile       | Brasile | 5          |            |            |           |  |
|  | Brasile       | Brasile       | Brasile       | Brasile | 5          | 10         |            |           |  |
|  | Brasile       | Brasile       |               |         |            | 10         |            |           |  |
|  | Sudafrica     | Sudafrica     | 9             |         |            | 15º posto  | 15º posto  | 15º posto |  |
|  | Sudafrica     | Sudafrica     | 9             |         |            |            |            |           |  |
|  |               |               |               |         |            |            |            |           |  |
|  |               |               |               |         |            | Uzbekistan | Uzbekistan | 5         |  |
|  |               |               |               |         |            | Uzbekistan | Uzbekistan | 5         |  |
|  |               |               |               |         |            | Sudafrica  | Sudafrica  | 6         |  |

#### Semifinali
| Arbitri: | Gonzalez (PUR) Juhaz (HUN) |

|               |           |             |
| 4: Vassilyeva | Marcatori | 8: Halikova |

| Arbitri: | Alexandrescu (ROU) Wengenroth (SUI) |

|                      |           |           |
| 2: Canetti, Carvalho | Marcatori | 4: Harris |

#### Finale 15º e 16º posto
| Arbitri: | Gonzalez (PUR) Menedez (CUB) |

|                 |           |                |
| 1: 5 giocatrici | Marcatori | 2: Kay, Harris |

#### Finale 13º e 14º posto
| Arbitri: | Flahive (AUS) Reemnet (NED) |

|                          |           |                      |
| 3: Vassilyeva, Chebotova | Marcatori | 2: Zablith, Coutinho |

## Classifica Finale
| Pos.    | Squadra       |
| ------- | ------------- |
| Oro     | Grecia        |
| Argento | Cina          |
| Bronzo  | Russia        |
| 4       | Italia        |
| 5       | Australia     |
| 6       | Stati Uniti   |
| 7       | Paesi Bassi   |
| 8       | Canada        |
| 9       | Ungheria      |
| 10      | Cuba          |
| 11      | Spagna        |
| 12      | Nuova Zelanda |
| 13      | Kazakistan    |
| 14      | Brasile       |
| 15      | Sudafrica     |
| 16      | Uzbekistan    |

## Classifica marcatrici
|  | Gol | Marcatore            | Squadra     |
|  | --- | -------------------- | ----------- |
|  | 25  | Blanca Gil Sorli     | Spagna      |
|  | 19  | Ma Huanhuan          | Cina        |
|  | 18  | Ekaterina Prokofjeva | Russia      |
|  |     | Wang Yi              | Cina        |
|  | 17  | Roberta Bianconi     | Italia      |
|  |     | Rita Kesthélyi       | Ungheria    |
|  |     | Iefke van Belkum     | Paesi Bassi |
|  | 16  | Barbara Bujka        | Ungheria    |
|  |     | Brownwyn Knox        | Australia   |
|  |     | Rowena Webster       | Australia   |

### Riconoscimenti
- Miglior giocatrice: Ma Huanhuan
- Miglior realizzatrice: Blanca Gil Sorli
- Miglior portiere: Elena Kouvdou
- Formazione ideale: Ma Huanhuan, Sun Yating, Blanca Gil Sorli, Elena Prokofjeva, Roberta Bianconi, Antigoni Roumpesi, Elena Kouvdou.